# Municipio de Black Creek (Misuri)
El municipio de Black Creek (en inglés: Black Creek Township) es un municipio ubicado en el condado de Shelby en el estado estadounidense de Misuri. En el año 2010 tenía una población de 874 habitantes y una densidad poblacional de 4,68 personas por km².

## Geografía
El municipio de Black Creek se encuentra ubicado en las coordenadas 39°49′21″N 92°4′6″O / 39.82250, -92.06833. Según la Oficina del Censo de los Estados Unidos, el municipio tiene una superficie total de 186.62 km², de la cual 186,32 km² corresponden a tierra firme y (0,16 %) 0,3 km² es agua.

## Demografía
Según el censo de 2010, había 874 personas residiendo en el municipio de Black Creek. La densidad de población era de 4,68 hab./km². De los 874 habitantes, el municipio de Black Creek estaba compuesto por el 98,97 % blancos, el 0,23 % eran afroamericanos, el 0,11 % eran amerindios y el 0,69 % eran de una mezcla de razas. Del total de la población el 0,8 % eran hispanos o latinos de cualquier raza.